# Vila Real
Vila Real ist eine Stadt in Portugal und Hauptstadt der Unterregion Douro und des gleichnamigen Distrikts. Sie liegt im Norden des Landes auf einem Bergplateau (ca. 460 m), umgeben von den Gebirgszügen des Marão und des Alvão. Die Altstadt wird begrenzt durch die Flüsse Corgo und Cabril. In Vila Real wird alljährlich das Motorradrennen Circuito de Vila Real veranstaltet.

## Geschichte

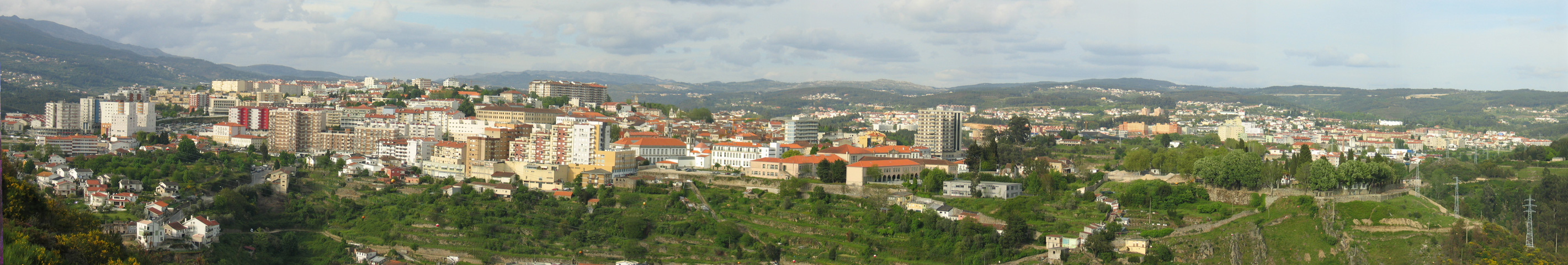
Panorama von Vila Real (Blickrichtung Norden).

Vermutlich wurde das Gebiet des heutigen Vila Real bereits in der Altsteinzeit besiedelt. Spuren der römischen Siedler können noch heute besichtigt werden (z. B. im Kloster Rupestre de Panóias). Mit dem Beginn der Völkerwanderung und dem Einfall arabischer Stämme entvölkerte sich jedoch das Gebiet.
Im zwölften Jahrhundert wurde Constantim de Panóias vom Grafen D. Henrique damit beauftragt, die Verwaltung (und damit die erneute Besiedlung) zu übernehmen. Im Jahre 1289 gründete der portugiesische König Dom Dinis die Stadt „Vila Real de Panóias“, das heutige Vila Real. Die bevorzugte Lage der Stadt an den wichtigen Straßen Porto–Bragança und Viseu–Chaves garantierte ein kontinuierliches Wachstum. Ab dem 17. Jahrhundert ließen sich auch viele adlige Familien nieder, die der Altstadt ihr heute typisches Gesicht gaben.
Im Jahre 1922 wurde die Diözese Vila Real aus Teilen der Diözesen Braga, Lamego und Bragança-Miranda gegründet. Erst im Jahre 1925 jedoch wurde Vila Real offiziell zur Stadt erklärt.
Unter anderem durch den Bau eines Theaters sowie eines Musikkonservatoriums gab es in den letzten Jahren große Fortschritte bei der Etablierung einer kulturellen Szene. Auch die Neuerrichtung und Erweiterung der Bezirksbibliothek und des Stadtarchivs können dazu gezählt werden. Daneben wurden auch eine Reihe städtebaulicher Maßnahmen durchgeführt, wie z. B. Begrünung durch Parkanlagen in dem alten Stadtviertel Bairro dos Ferreiros sowie der Promenade entlang des Flusses Corgo.

## Verwaltung
Vila Real ist Sitz eines gleichnamigen Kreises und Verwaltungssitz des gleichnamigen Distriktes. Die Ausdehnung beträgt 377,67 km², die sich 49.957 Menschen (Stand 2001) teilen. Die Nachbarkreise sind (im Uhrzeigersinn im Norden beginnend): Ribeira de Pena, Vila Pouca de Aguiar, Sabrosa, Peso da Régua, Santa Marta de Penaguião, Amarante, sowie Mondim de Basto.
Mit der Gebietsreform im September 2013 wurden mehrere Gemeinden zu neuen Gemeinden zusammengefasst, sodass sich die Zahl der Gemeinden von zuvor 30 auf 20 verringerte.
Die folgenden Gemeinden (freguesias) liegen im Kreis Vila Real:

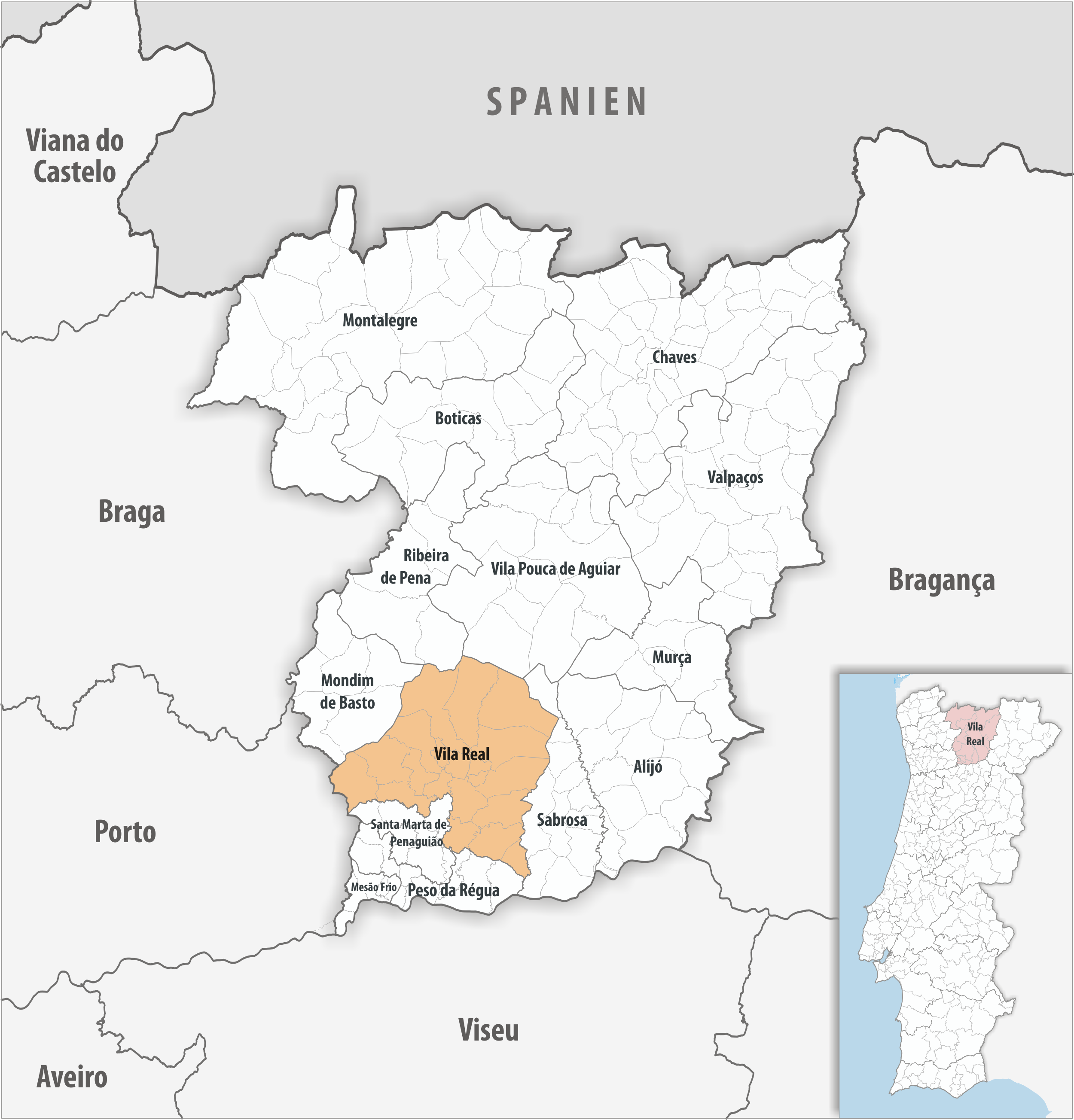
Kreis Vila Real

| Gemeinde                       | Einwohner (2021) | Fläche km² | Dichte Einw./km² | LAU- Code |
| ------------------------------ | ---------------- | ---------- | ---------------- | --------- |
| Abaças                         | 836              | 18,87      | 44               | 171401    |
| Adoufe e Vilarinho de Samardã  | 2.658            | 37,76      | 70               | 171431    |
| Andrães                        | 1.373            | 20,47      | 67               | 171403    |
| Arroios                        | 1.059            | 2,89       | 366              | 171404    |
| Borbela e Lamas de Olo         | 2.890            | 41,28      | 70               | 171432    |
| Campeã                         | 1.226            | 24,05      | 51               | 171406    |
| Constantim e Vale de Nogueiras | 1.730            | 26,01      | 67               | 171433    |
| Folhadela                      | 2.163            | 16,06      | 135              | 171409    |
| Guiães                         | 384              | 8,57       | 45               | 171410    |
| Lordelo                        | 3.227            | 5,16       | 625              | 171414    |
| Mateus                         | 3.539            | 4,14       | 855              | 171415    |
| Mondrões                       | 948              | 11,04      | 86               | 171416    |
| Mouçós e Lamares               | 3.182            | 32,24      | 99               | 171434    |
| Nogueira e Ermida              | 759              | 11,96      | 63               | 171435    |
| Parada de Cunhos               | 1.724            | 7,04       | 245              | 171420    |
| Pena, Quintã e Vila Cova       | 713              | 24,98      | 29               | 171436    |
| São Tomé do Castelo e Justes   | 1.066            | 41,56      | 26               | 171437    |
| Torgueda                       | 1.234            | 14,43      | 85               | 171426    |
| Vila Marim                     | 1.517            | 23,21      | 65               | 171429    |
| Vila Real                      | 17.343           | 7,09       | 2.446            | 171438    |
| Kreis Vila Real                | 49.571           | 378,81     | 131              | 1714      |

| 1801                                                                           | 1849   | 1900   | 1930   | 1960   | 1981   | 1991   | 2001   | 2008   |
| 37.041                                                                         | 25.329 | 35.976 | 37.951 | 47.773 | 47.020 | 46.300 | 49.957 | 50.131 |
| Bemerkung: der Distrikt Vila Real wurde im 19. Jahrhundert mehrfach verändert. |        |        |        |        |        |        |        |        |

## Bilder der Stadt

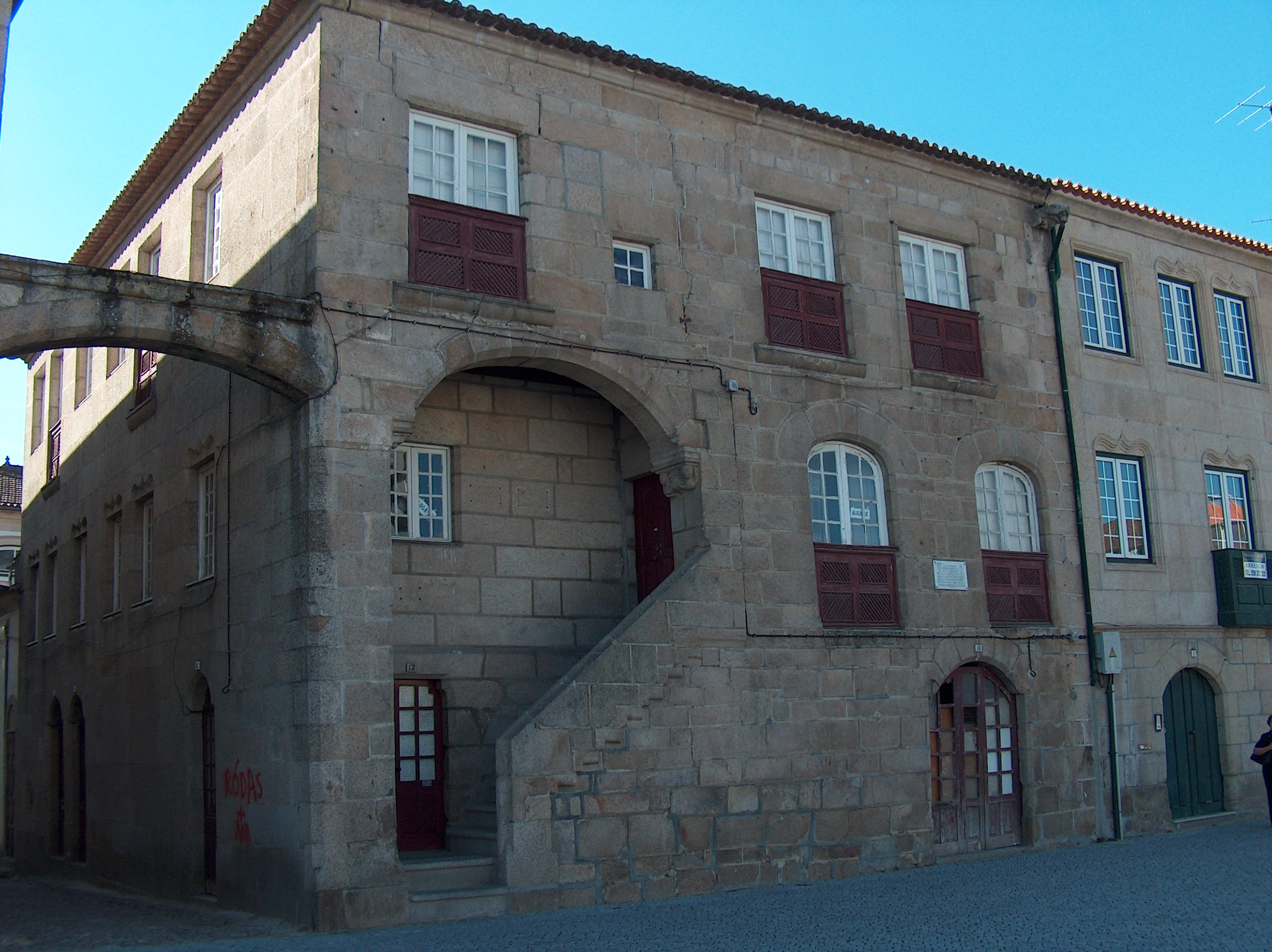
Geburtshaus von Diogo Cão
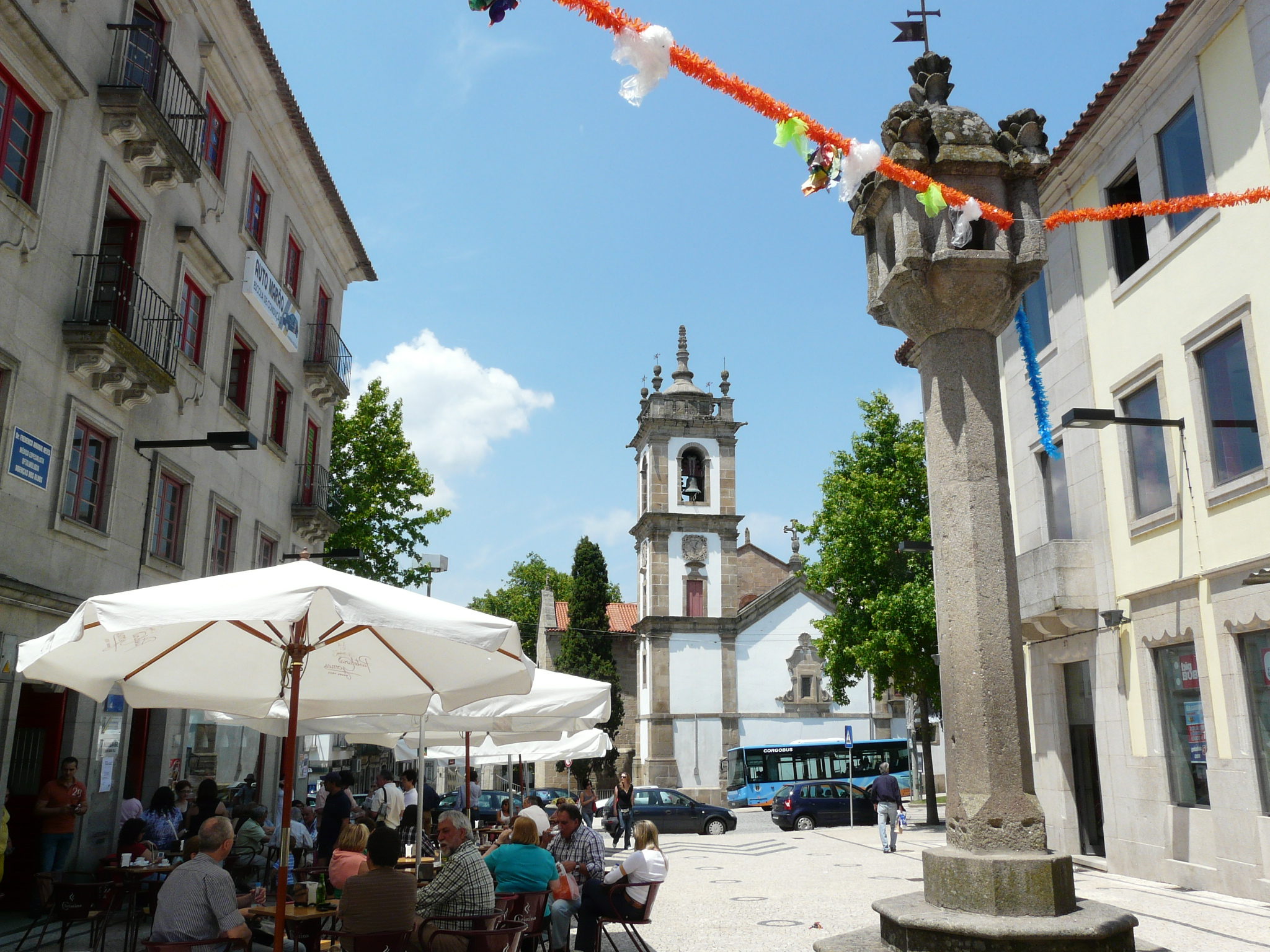
Pranger vor der Kirche São Domingos
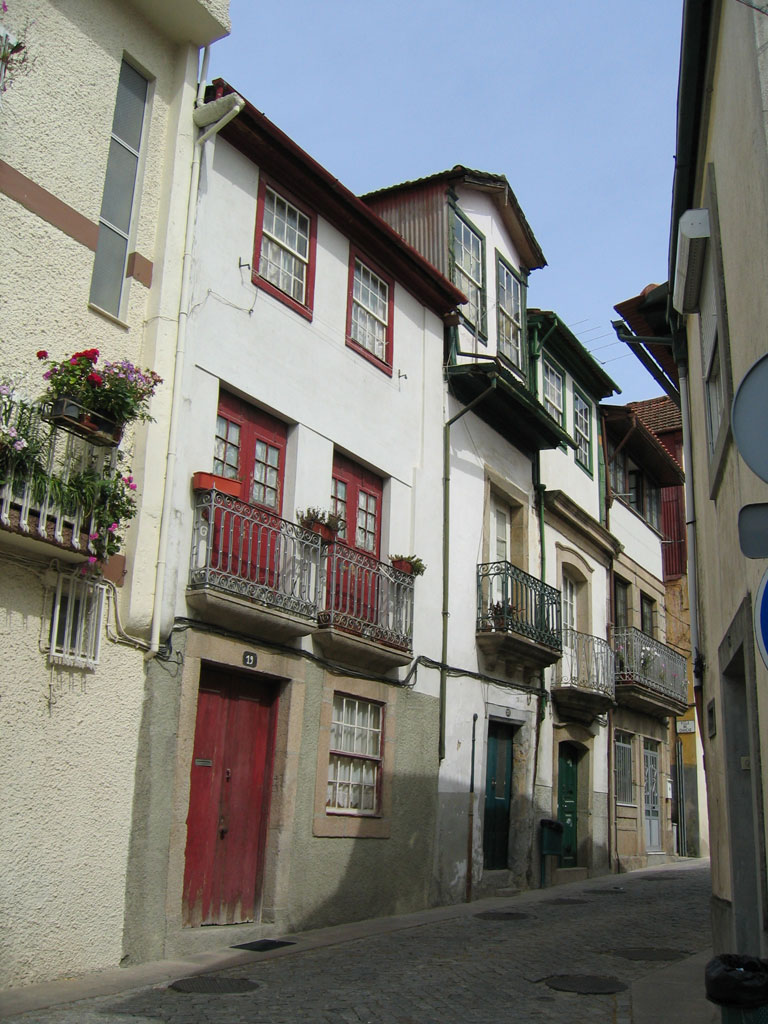
Typische Gasse in der Altstadt
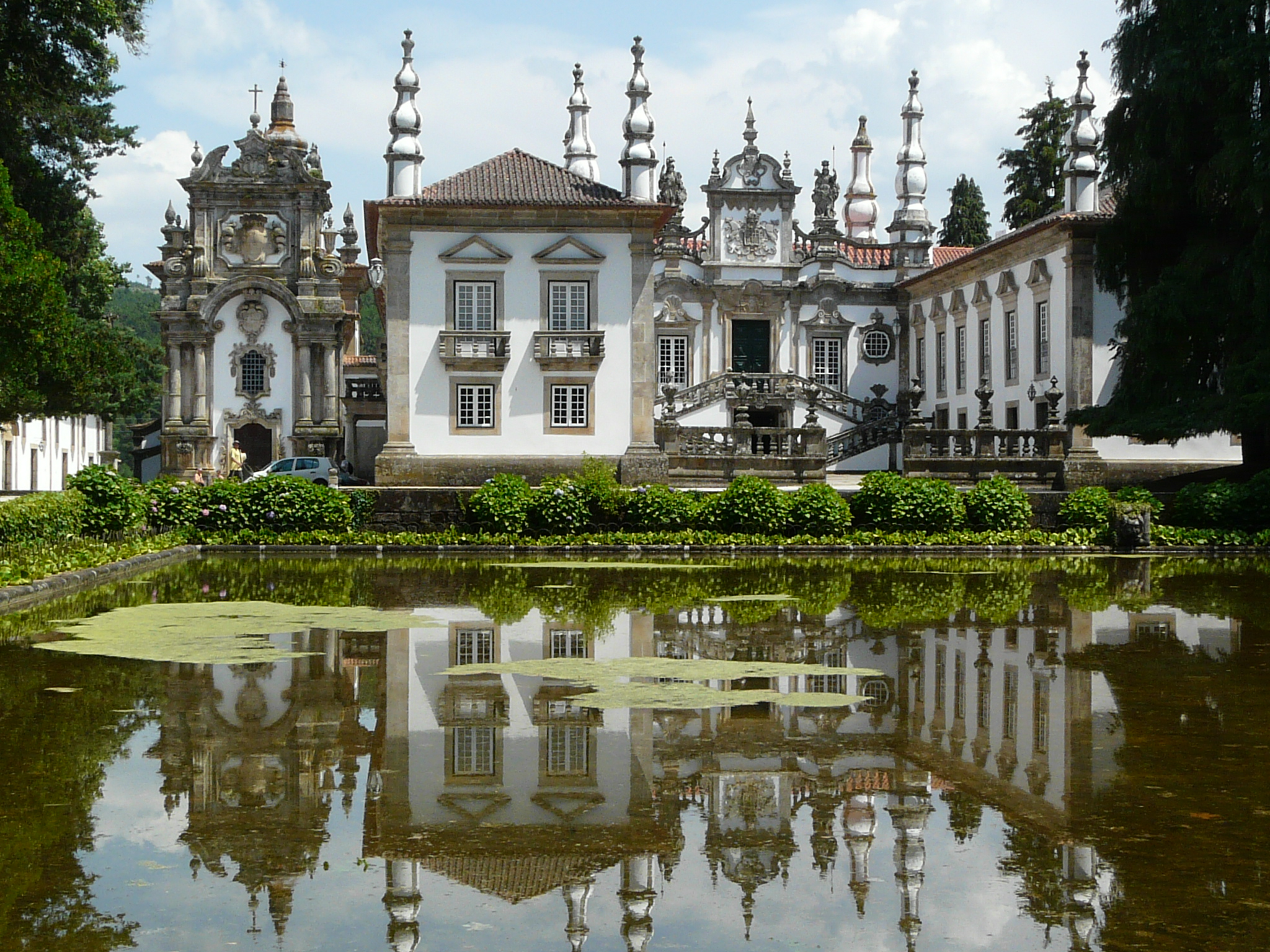
Mateuspalast in der Nähe von Vila Real

## Städtepartnerschaft
Vila Real pflegt Städtepartnerschaften mit folgenden Städten:
- Osnabrück (Deutschland)
- Ourense (Spanien)
- Grasse (Frankreich)
- Mende (Frankreich)
- Oeiras (Portugal)
- Portimão (Portugal)

Die Städtefreundschaft mit Osnabrück wurde 1989 ins Leben gerufen und im Juli 2005 offiziell zur Städtepartnerschaft ausgebaut. Als Ausdruck der Verbundenheit gibt es in Vila Real eine Avenida de Osnabrück.

## Universität
In der nordportugiesischen Stadt Vila Real gibt es die staatliche Universität Trás-os-Montes und Alto Douro (UTAD). Die Universität wurde 1986 gegründet (am 22. März 2006 feierte sie ihr 20-jähriges Bestehen). An dieser Universität kann man u. a. Angewandte Fremdsprachen, Biologie, Chemie, Forstwissenschaften, Ingenieurwissenschaften, Ökonomie, Önologie, Kommunikationswissenschaften, Landschaftsarchitektur, Mathematik, Sport, Theaterwissenschaften, Tiermedizin und Umweltwissenschaften studieren. Einige Studiengänge werden nicht in Vila Real angeboten, sondern nur an der Außenstelle der UTAD in Chaves (z. B. Tourismus). Im Studienjahr 2009/10 studierten rund 7000 Studenten an der UTAD. Folgende Fremdsprachen werden an der Universität gelehrt: Deutsch, Englisch, Französisch und Spanisch.

## Autobahnverbindungen
Die Stadt ist mit der Autoestrada A4 verbunden, mit den Ausfahrten:
Ausfahrt 20, auf die N304 Richtung Mondim de Basto.
Ausfahrt 21, auf die IP4 (Ringschnellstrasse) Richtung Parada de Cunhos und Richtung Osten von Vila Real.
Ausfahrt 22, auf die N313 Richtung Sabrosa, den Regionalflughafen und die Industriezone von Vila Real.
Ausfahrt 23, auf die Autoestrada A24 Richtung Chaves und Viseu.
Ausfahrt 24, auf die IP4 (Ringschnellstrasse) Richtung Mouçós und Richtung Norden von Vila Real.
Ausfahrt 25, auf die M566 Richtung Lamares.

Ebenfalls ist Vila Real mit der Autoestrada A24 verbunden, mit den Ausfahrten:
Ausfahrt 15, auf die M1231 Richtung Vilarinhos de Samardã.
Ausfahrt 14, auf die IP4 (Ringschnellstrasse) Richtung Norden von Vila Real.
Ausfahrt 13A, auf die Autoestrada A4 Richtung Porto und Bragança.
Ausfahrt 13, Richtung Industriezone von Vila Real.
Ausfahrt 12, auf die N313 Richtung Nogueira.

Ebenfalls überquert die Autobahn A4 den Viaduto do Corgo.

## Eisenbahnverbindungen
Vila Real besaß einen Bahnhof an der Linha do Corgo. Den Verkehr auf der Meterspurstrecke stellte der portugiesische Schienennetzbetreiber Rede Ferroviária Nacional im März 2009 ein. Eine Wiedereröffnung war ursprünglich geplant. Der nächste Bahnhof befindet sich gut 25 Kilometer entfernt in Peso da Régua (Linha do Douro).

## Öffentliche Verkehrsmitteln
Vila Real besitzt 6 städtische Buslinien, die von der staatlichen Firma Urbanos de Vila Real betrieben werden.
Die Linie 1 (Rot) verbindet die Gemeinde Lordelo (Vila Real) mit der Universität Trás-os-Montes und Alto Douro mit einem 30-Minuten-Takt.
Die Linie 2 (Grün) verbindet die Stadtteile Fonte da Rainha mit Bairro do Boque mit einem 30-Minuten-Takt.
Die Linie 3 (Gelb) verbindet den Stadtteil Flores mit dem südgelegenden Industriegebiet von Vila Real, ebenfalls in einem 30-Minuten-Takt.
Die Linie 4 (Blau) verbindet den Stadtteil Montezelos mit der Universität Trás-os-Montes und Alto Douro mit einem 30-Minuten-Takt.
Die Linie 5 (Violett) verbindet den Stadtteil Ranginha mit Praça da Galiza, mit drei Verbindungen am Tag.
Dann gibt es noch eine nächtliche Buslinie, die ab 21:00 Uhr bis Mitternacht jede halbe Stunde einmal um die Stadt fährt.

## Entfernungen zu bekannten Orten

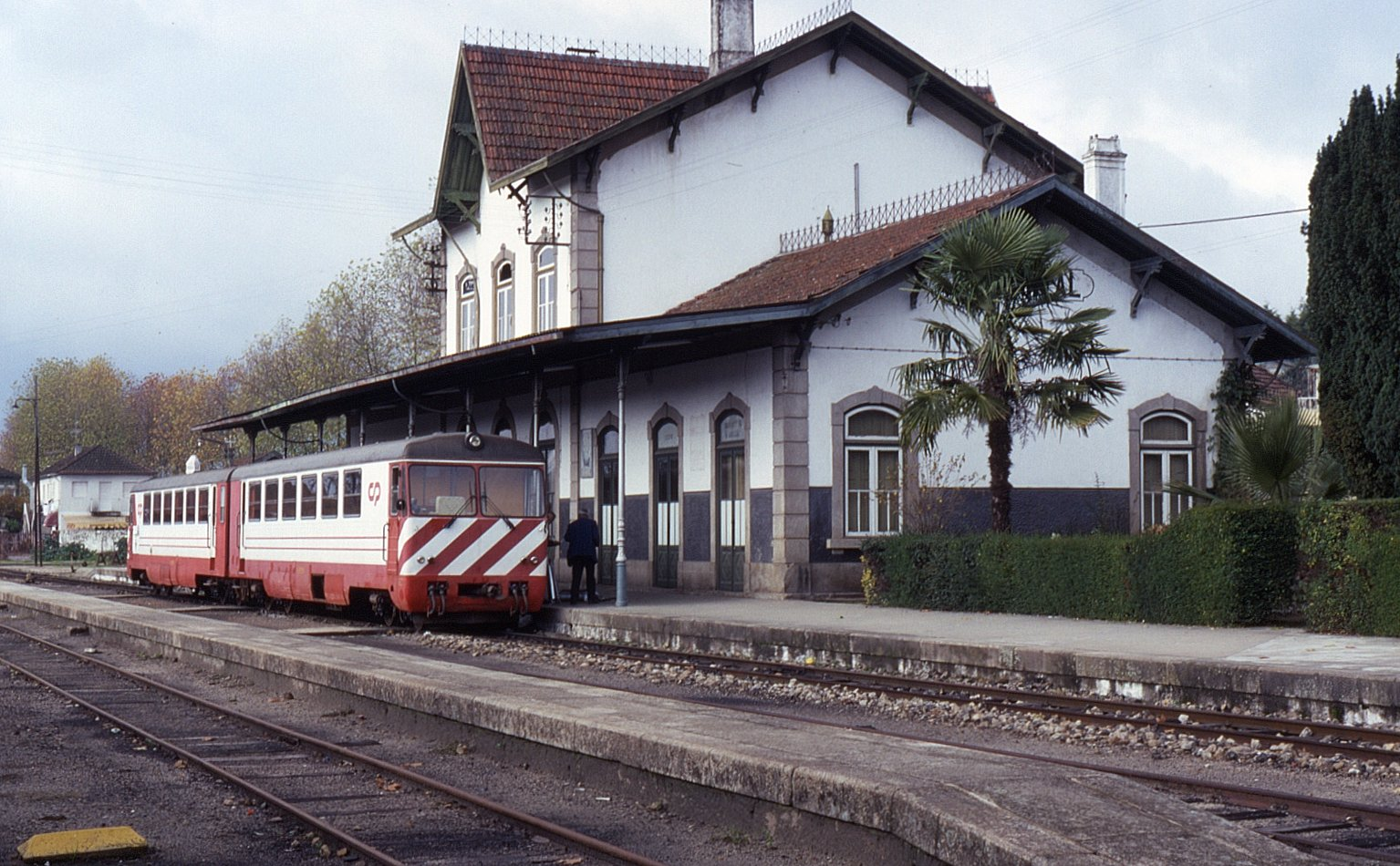
Bahnhof Vila Real (1993)

- Flughafen Porto – 100 km
- Porto – 97 km
- Lissabon – 411 km
- Braga – 100 km
- Chaves – 68 kmBahnhof Vila Real (1993)
- Bragança – 120 km
- Viseu – 90 km
- Madrid  Spanien – 520 km

## Klima
Aufgrund der geographischen Lage (die Gebirgszüge des Marão und Alvão wirken als natürliche Barrieren) hat Vila Real extreme Wetterbedingungen: die Winter dauern lange und sind ungewöhnlich kalt, wobei es in den meisten Jahren mindestens einmal schneit. Im Gegensatz dazu ist der Sommer sehr heiß. Gemäßigte Temperaturen werden über das Jahr nur an wenigen Tagen gemessen. Der Volksmund sagt dazu „Nove meses de Inverno, três meses de inferno“ (wörtlich übersetzt „neun Monate Winter, drei Monate Hölle“).
| Klimatische Tabelle Vila Real         | Klimatische Tabelle Vila Real | Klimatische Tabelle Vila Real | Klimatische Tabelle Vila Real | Klimatische Tabelle Vila Real | Klimatische Tabelle Vila Real | Klimatische Tabelle Vila Real | Klimatische Tabelle Vila Real | Klimatische Tabelle Vila Real | Klimatische Tabelle Vila Real | Klimatische Tabelle Vila Real | Klimatische Tabelle Vila Real | Klimatische Tabelle Vila Real | Klimatische Tabelle Vila Real | Klimatische Tabelle Vila Real |
| Temperaturen                          | Temperaturen                  | Temperaturen                  | Temperaturen                  | Temperaturen                  | Temperaturen                  | Temperaturen                  | Temperaturen                  | Temperaturen                  | Temperaturen                  | Temperaturen                  | Temperaturen                  | Temperaturen                  | Temperaturen                  | Temperaturen                  |
| Monat                                 | Jan                           | Feb                           | Mar                           | Apr                           | Mai                           | Jun                           | Jul                           | Aug                           | Sep                           | Okt                           | Nov                           | Dez                           |                               | Mittel                        |
| ------------------------------------- | ----------------------------- | ----------------------------- | ----------------------------- | ----------------------------- | ----------------------------- | ----------------------------- | ----------------------------- | ----------------------------- | ----------------------------- | ----------------------------- | ----------------------------- | ----------------------------- | ----------------------------- | ----------------------------- |
| Höchste gemessene Temperatur °C       | 19,1                          | 23,7                          | 28,2                          | 31,6                          | 34,4                          | 38,5                          | 41,4                          | 40,4                          | 37,6                          | 32,3                          | 24,4                          | 20,6                          |                               |                               |
| Höchstes Mittel °C                    | 10,2                          | 12,3                          | 15,3                          | 18,2                          | 20,7                          | 25,7                          | 29,1                          | 29,3                          | 25,7                          | 20,2                          | 14,2                          | 10,5                          |                               | 19,3                          |
| Mittel °C                             | 6,2                           | 7,4                           | 10,2                          | 12,6                          | 14,9                          | 19,0                          | 21,4                          | 21,6                          | 19,1                          | 14,4                          | 9,7                           | 6,6                           |                               | 13,6                          |
| Niedrigstes Mittel °C                 | 2,3                           | 2,6                           | 5,2                           | 6,9                           | 9,1                           | 12,2                          | 13,8                          | 13,9                          | 12,5                          | 8,7                           | 5,2                           | 2,7                           |                               | 7,9                           |
| Niedrigste gemessene Temperatur °C    | −7,2                          | −6,3                          | −5,6                          | −2,0                          | 0,0                           | 4,0                           | 6,5                           | 6,1                           | 2,4                           | −1,7                          | −5,2                          | −6,8                          |                               |                               |
| Niederschlag                          |                               |                               |                               |                               |                               |                               |                               |                               |                               |                               |                               |                               |                               |                               |
| Monat                                 | Jan                           | Feb                           | Mar                           | Apr                           | Mai                           | Jun                           | Jul                           | Aug                           | Sep                           | Okt                           | Nov                           | Dez                           |                               | Total                         |
| Total mm                              | 156,5                         | 110,4                         | 145,6                         | 77,3                          | 61,2                          | 31,5                          | 10,2                          | 15,5                          | 38,4                          | 83,6                          | 129,8                         | 158,8                         |                               | 1018,8                        |
| Daten erhoben zwischen 1931 und 1960. |                               |                               |                               |                               |                               |                               |                               |                               |                               |                               |                               |                               |                               |                               |

## Trivia
Vila Real war die erste portugiesische Stadt mit elektrischem Licht.

## Wanderwege bei Vila Real
Ökotourismus ist als Alternative inzwischen sehr begehrt, um im Norden Portugals die Freizeit zu verbringen. Die Region um Vila Real bildet keine Ausnahme, dort findet man Wanderwege und kann so das wunderbare Landschaftserbe bewundern. Im Jahr 2005 wurde in Vila Real ein Projekt entwickelt, um fünf Wanderwege zu markieren und zu klassifizieren (siehe hierzu auch Wandern in Portugal). Alle markierten Wanderwege sind als „kurz“ klassifiziert, d. h., sie sind weniger als 30 Kilometer lang. Tatsächlich sind diese Wege zwischen drei und zwölf Kilometer lang, sie beginnen immer im Zentrum eines Dorfes.
Dies sind die fünf markierten Wanderwege in der Umgebung Vila Reals:

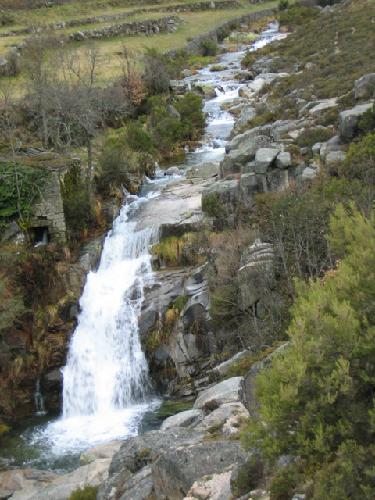
Bachlauf bei Agarez

1. Der Rundkurs „Drei Dörfer“ –
Standort: Linhares / Águas Santas / Vila Mea / Linhares
Länge: 6 Kilometer – Geschätzte Gehzeit: 2,5 Stunden
Schwierigkeitsgrad: niedrig
2. Der Wanderweg „Constantim“ –
Standort: Constantim / Santuário de Panóias / Assento / Constantim
Länge: 3 Kilometer – Geschätzte Gehzeit: 1,5 Stunden
Schwierigkeitsgrad: niedrig
Hinweis: Santuário de Panóias ist ein prähistorisches Heiligtum, die Ausgrabungsstätte kann man besichtigen.
3. Der Rundkurs „Carvalhal“ –
Standort: S.Miguel da Pena / Vilarinho / Capela de Nossa Senhora de Fátima / Gontaes / Vilarinho / S.Miguel da Pena
Länge: 5 Kilometer – Geschätzte Gehzeit: 2 Stunden
Schwierigkeitsgrad: niedrig/mittelschwer
4. Der Weg des „Bergmanns“ –
Standort: Vila Cova / Mascoselo / Vila Cova
Länge: 12 Kilometer – Geschätzte Gehzeit: 4 Stunden
Schwierigkeitsgrad: mittelschwer/hoch
5. Der Weg des „Wolfs“ –
Standort: Samarda / Fojo do Lobo / Samarda
Länge: 6 Kilometer – Geschätzte Gehzeit: 2 Stunden
Schwierigkeitsgrad: niedrig
Hinweis: Fojo do Lobo („Wolfsfalle“) war ein ovaler 3 Meter hoher Zaun, der verwendet wurde, um Wölfe gefangen zu nehmen und die Herde (Ziegen und Schafe) zu schützen.

## Persönlichkeiten
- Diogo Cão († um 1486), Seefahrer und Entdecker
- Camilo Castelo Branco (1825–1890), Schriftsteller, Romancier, Kritiker, Poet und Übersetzer
- José Augusto Alves Roçadas (1865–1926), Offizier der Armee Portugals und Kolonialbeamter
- Fernando Mesquita (1916–in den 1990er Jahren), Architekt in Mosambik
- António Montes Moreira (* 1935), Altbischof von Bragança
- Luís Castro (* 1961), Fußballtrainer
- Delmino Pereira (* 1967), Radrennfahrer und Sportfunktionär
- Paulo Martins Alves (* 1969), Fußballspieler
- Carlos Seixas (* 1972), Basketballspieler
- Simão Sabrosa (* 1979), Fußballspieler
- Ana Sofia Nóbrega (* 1990), angolanische olympische Schwimmerin
- Tiago Filipe Sousa Nobrega Rodrigues (* 1992), Fußballspieler
- Leonel Fernandes (* 1998), Handballspieler
- Andreia Faria (* 2000), Fußballspielerin

## Kulinarisches
Die Gastronomie ist bekannt für die reichhaltigen Süßspeisen, wie „Toucinho do Céu“ (Schinken des Himmels), „Pitos de Santa Luzia“ (Küken der Hl. Luzia) und die „Ganchas de S. Brás“ (Bart des Hl. Brás). Die beiden letztgenannten haben eine besondere Tradition: am 13. Dezember überreichen die jungen Frauen der Stadt ihren Auserwählten ein „Küken“, während die jungen Männer sich am 3. Februar mit den „Bärten“ revanchieren.
Traditionelle Gerichte aus Vila Real sind auch die „Tripas aos mohlos“ (pikante Innereien vom Schwein), im Steinofen zubereiteter Lammbraten mit Reis, gebratenes Kalbfleisch und natürlich vielfältig zubereiteter Kabeljau (Stockfisch). Landesweit bekannt und begehrt sind die „Bolas de Carne“ (in Brot eingebackenes Fleisch).

## Kulturkalender
- Heiliger Brás, 2. und 3. Februar
- São Lázaro, der Sonntag vor Palmsonntag
- Akademische Woche, Anfang Mai
- Heiliger Antonius, Schutzheiliger der Stadt, 13. Juni (offizieller Feiertag in Vila Real)
- São João, 24. Juni, mit zahlreichen Umzügen im ganzen Stadtgebiet
- São Pedro, 28. und 29. Juni. Angeboten werden Produkte aus Handwerksbetrieben (vor allem Tonarbeiten)
- Prozession Corpo de Deus, im Juni
- Prozession der Heiligen Jungfrau de Almodena, 8. September
- Festa da Senhora da Pena, erste Septemberwoche
- Empfang der Erstsemester, mit vielfältigen Spielen und Aktionen. Abends finden zahlreiche Musikkonzerte statt. Ende Oktober / Anfang November
- Santa Luzia, 13. Dezember